# IED Design Awards
Los IED Design Awards son una gala de premios organizada por la sede madrileña del Istituto Europeo di Design desde el año 2016, con el objetivo de homenajear a todas aquellas personas y proyectos destacados en el mundo del diseño. Desde marcas, profesionales, emprendedores y hasta colectivos, el IED se encarga cada año de galardonar diversos proyectos e iniciativas, dándolos a conocer, premiando su importancia y calidad, y poniendo en valor el diseño y la creatividad.
Los premios tienen lugar durante una gala que, desde el año 2017, se celebra en la Embajada Italiana de Madrid. Los finalistas y ganadores son escogidos a través de un comité de expertos, formado por una combinación de diferentes profesionales destacados del mundo del diseño, y miembros de la dirección de las diferentes escuelas de IED Madrid.
Los IED Design Awards cuentan con 18 categorías que abarcan el mundo de la moda, el interiorismo, el diseño digital, el diseño de producto, diseño gráfico y el diseño de procesos, entre otros.
En 2018, se añadió la categoría de Premio Honorífico, como homenaje a una trayectoria profesional excelente y dedicada al diseño. En 2018 recibía este premio el publicista Toni Segarra, quien es considerado el 'mejor creativo del siglo XX'. En la edición de 2019, la diseñadora de moda británica Katharine Hamnett fue premiada por su carrera y su pionero activismo por la sostenibilidad de la industria de la moda, que comenzó hace más de 30 años.

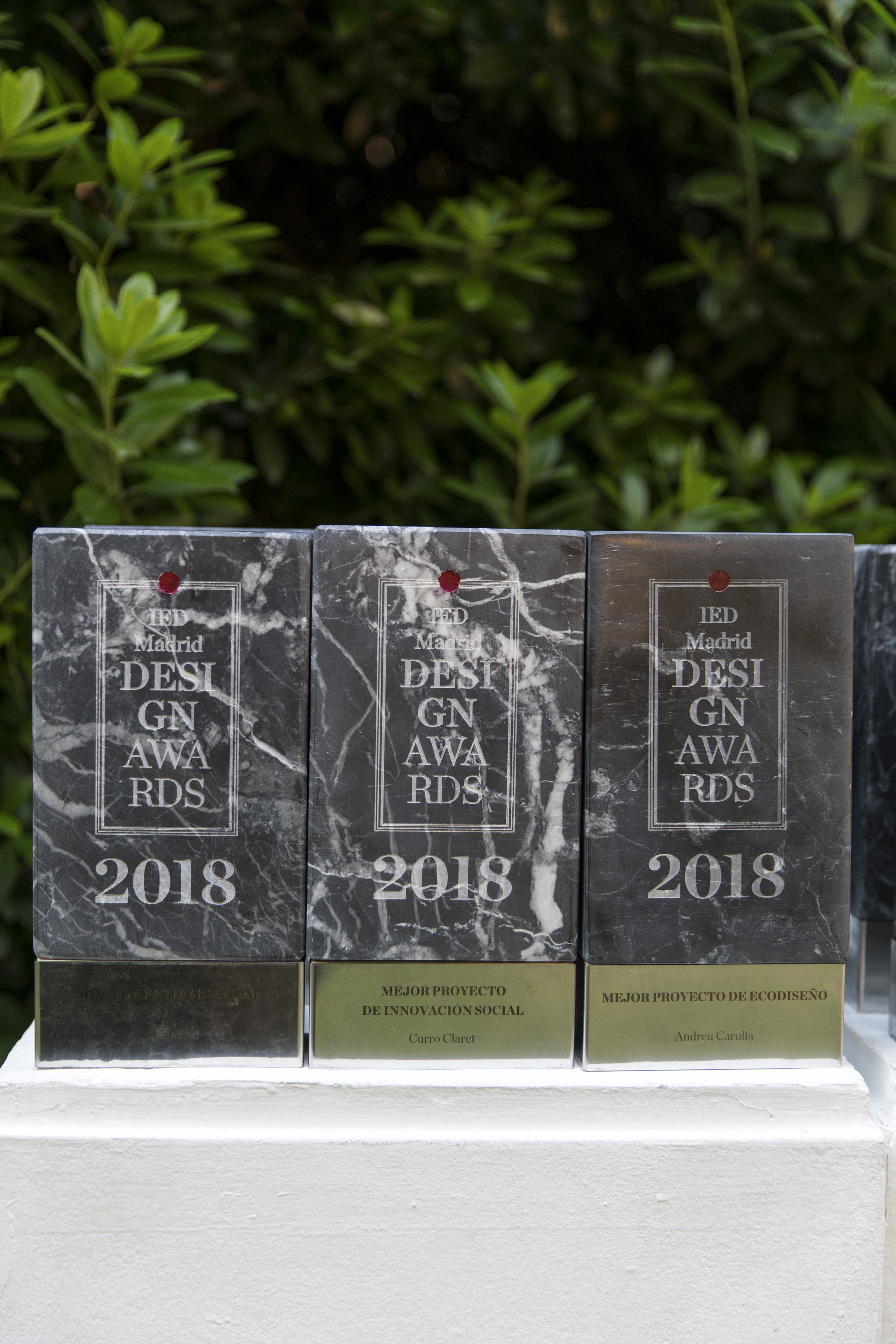
Imagen de los trofeos IED Design Awards 2018

## Premios

### 2016
La gala tuvo lugar en 20 de mayo de 2016 en el Aula Magna del IED Madrid, y fue presentada por Patricia Conde.

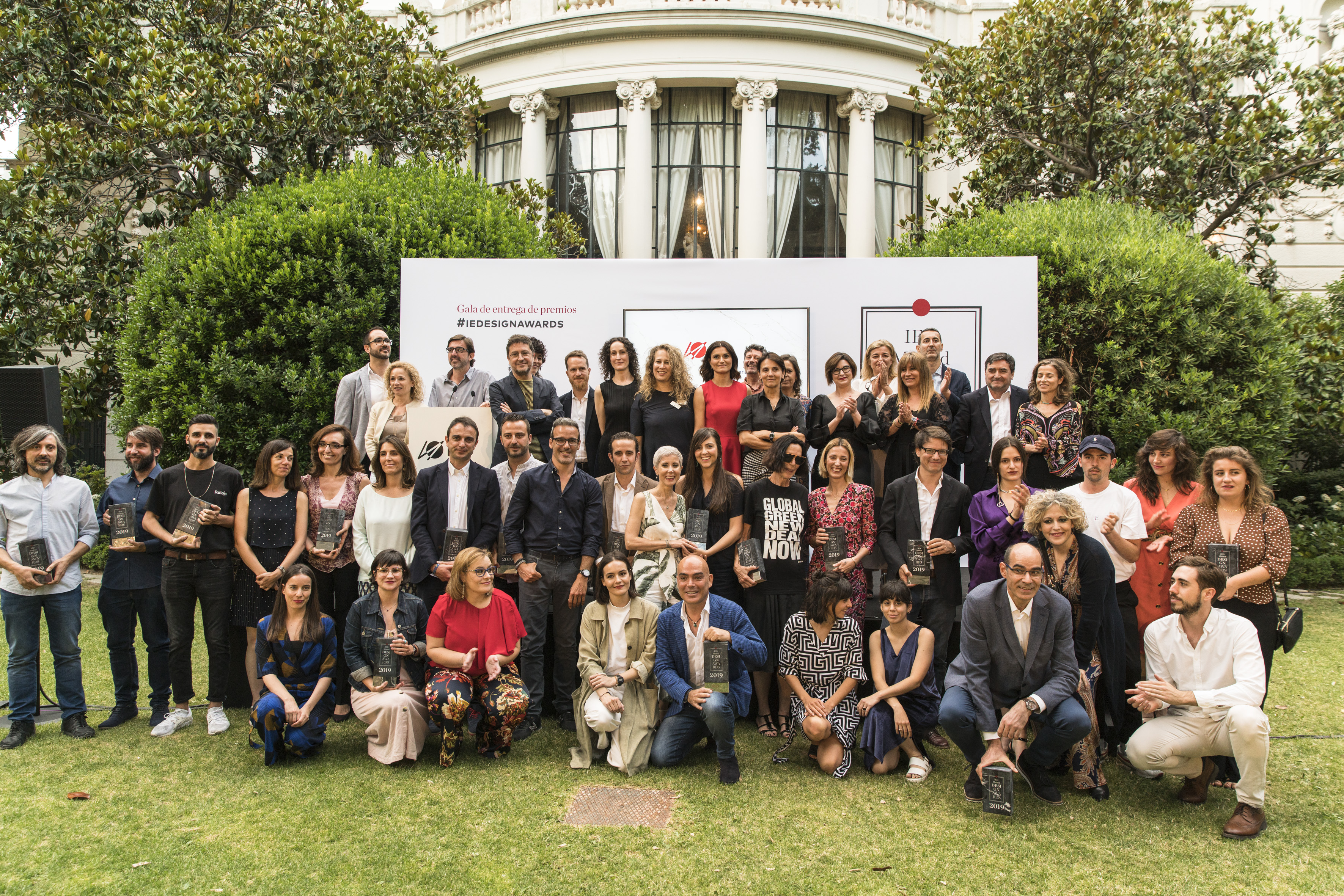
Foto final de los ganadores IED Design Awards 2019

| Categoría                               | Ganador           |
| --------------------------------------- | ----------------- |
| Mejor proyecto de joyería contemporánea | Helena Rohner     |
| Mejor proyecto de moda sostenible       | Ecoalf            |
| Mejor I+D+i en diseño                   | Decathlon         |
| Mejor diseño de producto                | Samsung Galaxy S7 |

### 2017
La gala tuvo lugar el 15 de junio en la Embajada de Italia en España, y fue presentada por la actriz y modelo Laura Sánchez. Además, contaría con la presencia del embajador italiano, Stefano Sannino
| Categoría                               | Ganador                                |
| --------------------------------------- | -------------------------------------- |
| Mejor diseño de interiores              | Hotel Gran Meliá Palacio de los Duques |
| Mejor diseño de producto                | Dyson                                  |
| Mejor marca de accesorios               | Hannibal Laguna                        |
| Mejor proyecto de joyería contemporánea | Aristocrazy                            |
| Mejor branding                          | Xbox One S - Microsoft                 |

### 2018
La gala, celebrada el 21 de junio en los jardines de la Embajada de Italia en España, volvería a contar con la presencia del embajador italiano. La periodista y presentadora Sandra Barneda se encargó de presentar la ceremonia.
| Categoría                            | Ganador                                                  |
| ------------------------------------ | -------------------------------------------------------- |
| Mejor proyecto joyería contemporánea | ANDRESGALLARDO                                           |
| Mejor proyecto de moda sostenible    | Jeanologia                                               |
| Mejor proyecto de ecodiseño          | ROCA RECICLA para el Celler de Can Roca - Andreu Carulla |
| Mejor trayectoria profesional        | Toni Segarra                                             |

### 2019

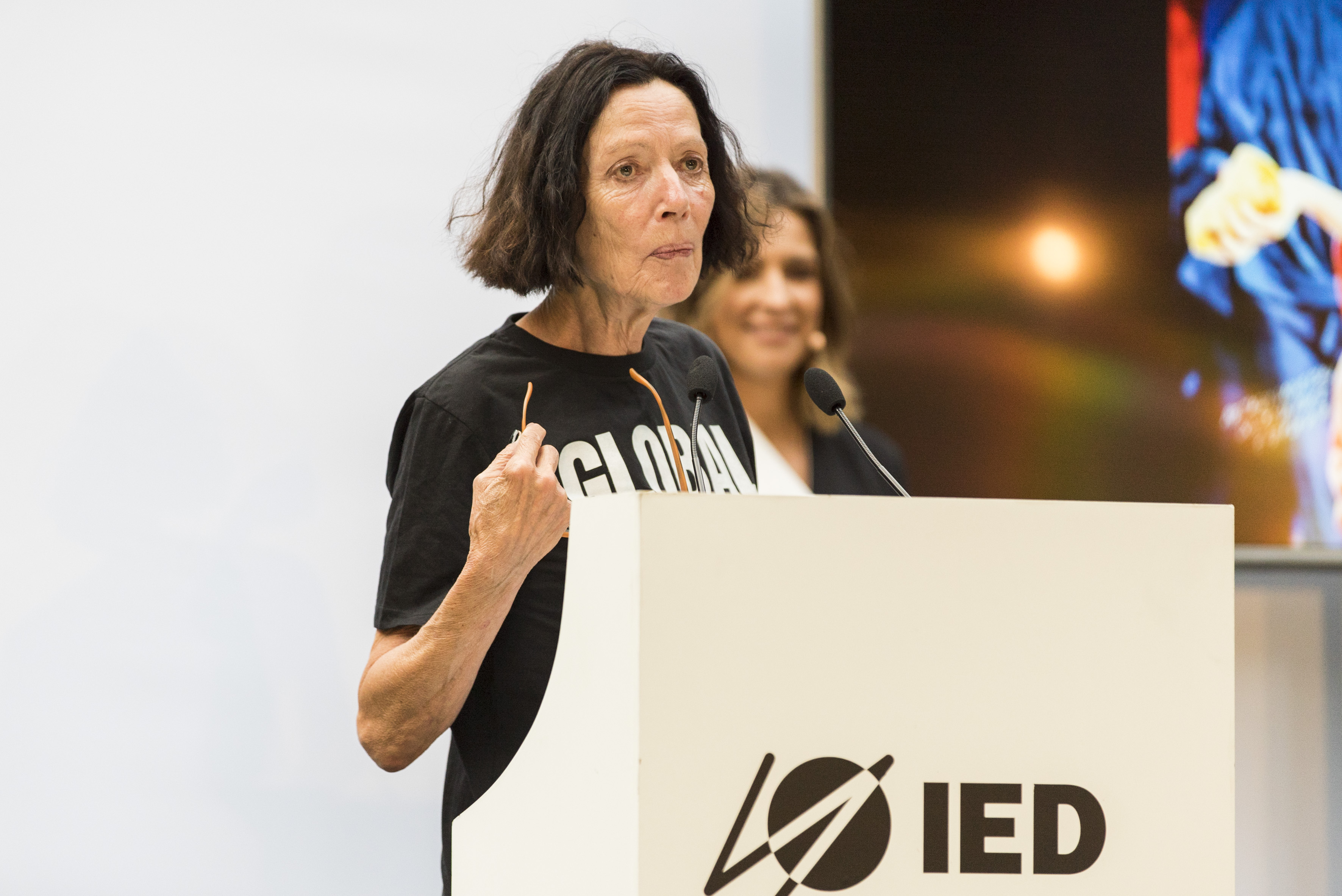
La diseñadora británica Katharine Hamnett, premio de honor en los IED Design Awards 2019, durante su discurso de aceptación.

La gala de 2019 se celebró por segundo año consecutivo en los jardines de la Embajada de Italia en España, el 20 de junio. Sandra Barneda volvería a presentarla.   
| Categoría                        | Ganador                                       |
| -------------------------------- | --------------------------------------------- |
| Mejor diseño digital             | Museo Reina Sofía por 'Repensar el Guernica'  |
| Mejor diseñador de producto      | Álvaro Catalán de Ocón                        |
| Mejor diseño de interiores       | Room Mate Hotels                              |
| Mejor proyecto de ecodiseño      | Coca-Cola para el proyecto 'Mares Circulares' |
| Mejor dirección creativa de moda | Pepa Salazar                                  |
| Mejor moda sostenible            | Join Life de Inditex                          |
| Premio honorífico                | Katharine Hamnett                             |